# East Peckham
East Peckham är en ort och civil parish i grevskapet Kent i sydöstra England. Orten ligger i distriktet Tonbridge and Malling vid floden Medway, cirka 8 kilometer nordost om Tonbridge och cirka 4 kilometer norr om Paddock Wood. Tätorten (built-up area) hade 2 147 invånare vid folkräkningen år 2021.